# دانييل ألسوب
دانييل ألسوب (بالإنجليزية: Danny Allsopp)‏، من مواليد 10 أغسطس 1978 في ملبورن في أستراليا ، لاعب كرة قدم أسترالي.
يلعب مع نادي ملبورن فيكتوري.
يلعب مع منتخب أستراليا لكرة القدم منذ عام 2007.

## روابط خارجية
- دانييل ألسوب على موقع الاتحاد الدولي (مؤرشف)  (الإنجليزية)
- دانييل ألسوب على موقع الدوري الأمريكي (الإنجليزية)
- دانييل ألسوب على موقع قاعدة بيانات كرة القدم.إي يو (الإنجليزية)
- دانييل ألسوب على موقع ناشيونال فوتبول تيمز (الإنجليزية)
- دانييل ألسوب على موقع Soccerbase.com (لاعب) (الإنجليزية)
- دانييل ألسوب على موقع Soccerway.com (الإنجليزية)
- دانييل ألسوب على موقع عالم كرة القدم.نت (الإنجليزية)